# Roberto Nicolás Fernández
Roberto Nicolás Fernández Fagúndez (Montevideo, Uruguay; 2 de marzo de 1998) es un futbolista uruguayo. Juega de pivote y su equipo actual es el Godoy Cruz Antonio Tomba de la Primera División de Argentina.

## Trayectoria

### Centro Atlético Fénix
Realizó las divisiones formativas en el club albivioleta, en 2012 inició en séptima división.
Debido a su buen rendimiento en el club y con la selección juvenil de Uruguay, comenzó a entrenar con el primer equipo en el 2015, jugó con Tercera y alternó con su categoría, la sub-17.
El técnico Rosario Martínez lo convocó por primera vez para un partido oficial y el 3 de octubre estuvo en el banco de suplentes contra Plaza Colonia, no ingresó y ganaron 2 a 0. En la fecha siguiente, estuvo nuevamente de suplente, jugaron contra Nacional, perdieron 2 a 0 y no tuvo minutos.
Debutó como profesional el 24 de octubre de 2015, en su tercera convocatoria, ingresó al minuto 86 por Raúl Ferro y empataron 1 a 1 con Wanderers en la fecha 10 del Torneo Apertura. Su primer partido lo jugó con 17 años y 236 días, utilizó la camiseta número 19.

## Selección nacional

### Trayectoria
Nicolás ha sido parte de la selección de Uruguay en las categorías juveniles sub-15, sub-17, sub-18 y sub-20.
El 16 de abril de 2015, fue citado por Alejandro Garay para defender a Uruguay sub-18 en el Torneo Internacional Sub-18 Suwon JS 2015 en Corea del Sur.
Debutó con la sub-18 Celeste el 29 de abril utilizando el dorsal número 5, se enfrentó como titular a Corea del Sur y perdieron 1 a 0. El siguiente encuentro fue contra Francia, ingresó en el segundo tiempo y esta vez ganaron 2 a 0 con goles de Valverde. El último partido del cuadrangular fue contra Bélgica, Nicolás fue titular pero perdieron 2 a 0. Los belgas finalizaron con 5 puntos y ganaron el torneo.
El 17 de junio fue convocado para viajar a Estados Unidos y defender nuevamente a Uruguay sub-18, en un torneo cuadrangular amistoso en Los Ángeles. El primer partido fue contra el anfitrión, Estados Unidos, Uruguay dominó todo el encuentro y ganaron 2 a 1 pero Nicolás no jugó. En el segundo cotejo, se enfrentaron a Tijuana sub-20, un equipo armado y con ventaja de edad, el Indio ingresó al minuto 80 con en dorsal número 5 y empataron 1 a 1. El juego final, contra República Checa, fue un partido parejo, jugó como titular, derrotaron 1 a 0 a los europeos y se coronaron campeones del cuadrangular.
El 1 de octubre fue convocado por Fabián Coito, para comenzar el proceso de la selección que disputará el Campeonato Sudamericano Sub-20 de 2017 en Ecuador.
Jugó contra la selección sub-17 de Rusia el 12 de octubre, en el Estadio Luis Franzini. Ingresó al minuto 60 con la camiseta número 18, cuando el partido estaba empatado sin goles, finalmente ganaron 2 a 1.
El 12 de diciembre de 2016, fue convocado por Fabián Coito para entrenar en el complejo AUF, junto a otros 27 futbolistas. Fue confirmado en la lista definitiva el 29 de diciembre, para jugar el Campeonato Sudamericano Sub-20.

### Participaciones en juveniles
En cursiva las competiciones no oficiales.
| Competición                                    | Sede           | Resultado     | Partidos | Goles |
| ---------------------------------------------- | -------------- | ------------- | -------- | ----- |
| Copa México de Naciones Sub-15 de 2013         | México         | Subcampeón    | 6        | 0     |
| Campeonato Sudamericano Sub-15 de 2013         | Bolivia        | Primera fase  | 3        | 0     |
| Torneo Limoges Sub-18 de 2015                  | Francia        | Campeón       | 3        | 0     |
| Campeonato Sudamericano Sub-17 de 2015         | Paraguay       | Quinto puesto | 8        | 1     |
| Suwon JS Cup Sub-18 de 2015                    | Corea del Sur  | Cuarto puesto | 3        | 0     |
| NTC Invitational Tournament Sub-18 de 2015     | Estados Unidos | Campeón       | 1        | 0     |
| Torneo Cuatro Naciones Sub-19 de 2016          | Catar          | Subcampeón    | 4        | 0     |
| Copa Ciudad de la Independencia Sub-19 de 2016 | Chile          | Tercer puesto | 1        | 0     |
| Campeonato Sudamericano Sub-20 de 2017         | Ecuador        | Campeón       | 2        | 0     |

### Detalles de partidos
| Con Uruguay Sub-18 | Con Uruguay Sub-18 | Con Uruguay Sub-18 | Con Uruguay Sub-18    | Con Uruguay Sub-18    | Con Uruguay Sub-18                   | Con Uruguay Sub-18 | Con Uruguay Sub-18 | Con Uruguay Sub-18                                    | Con Uruguay Sub-18 |
| N°                 | Rival              | Resultado          | Fecha                 | Lugar                 | Competencia                          | Goles              | Asistencias        | Ref.                                                  |                    |
| ------------------ | ------------------ | ------------------ | --------------------- | --------------------- | ------------------------------------ | ------------------ | ------------------ | ----------------------------------------------------- | ------------------ |
| 1                  | Corea del Sur      | 1:0 (0:0)          | 29 de abril de 2015   | Suwon Corea del Sur   | Amistoso Suwon JS Cup                | -                  | -                  | 1                                                     |                    |
| 2                  | Francia            | 1:2 (0:0)          | 1 de mayo de 2015     | Suwon Corea del Sur   | Amistoso Suwon JS Cup                | -                  | -                  | 2 Archivado el 29 de mayo de 2016 en Wayback Machine. |                    |
| 3                  | Bélgica            | 2:0 (0:0)          | 3 de mayo de 2015     | Suwon Corea del Sur   | Amistoso Suwon JS Cup                | -                  | -                  | 3                                                     |                    |
| 4                  | Tijuana            | 1:1 (0:1)          | 13 de julio de 2015   | Carson Estados Unidos | Amistoso                             | -                  | -                  | 4                                                     |                    |
| 5                  | República Checa    | 0:1 (0:1)          | 15 de julio de 2015   | Carson Estados Unidos | Amistoso NTC Invitational Tournament | -                  | -                  | 5                                                     |                    |
| 6                  | Rusia              | 2:1 (0:0)          | 12 de octubre de 2015 | Montevideo · Uruguay  | Amistoso                             | -                  | -                  | 6                                                     |                    |

| Con Uruguay Sub-20 | Con Uruguay Sub-20 | Con Uruguay Sub-20 | Con Uruguay Sub-20       | Con Uruguay Sub-20   | Con Uruguay Sub-20                       | Con Uruguay Sub-20 | Con Uruguay Sub-20 | Con Uruguay Sub-20 | Con Uruguay Sub-20 |
| N°                 | Rival              | Resultado          | Fecha                    | Lugar                | Competencia                              | Goles              | Asistencias        | Ref.               |                    |
| ------------------ | ------------------ | ------------------ | ------------------------ | -------------------- | ---------------------------------------- | ------------------ | ------------------ | ------------------ | ------------------ |
| 1                  | Paraguay           | 4:3 (2:2)          | 22 de marzo de 2016      | Luque Paraguay       | Amistoso                                 | -                  | -                  | 1                  |                    |
| 2                  | Paraguay           | 1:1 (0:1)          | 26 de abril de 2016      | Canelones · Uruguay  | Amistoso                                 | -                  | -                  | 2                  |                    |
| 3                  | Paraguay           | 1:1 (1:0)          | 28 de abril de 2016      | Montevideo · Uruguay | Amistoso                                 | -                  | -                  | 3                  |                    |
| 4                  | Chile              | 3:0 (1:0)          | 31 de mayo de 2016       | Montevideo · Uruguay | Amistoso                                 | -                  | -                  | 4                  |                    |
| 5                  | Perú               | 2:1 (2:1)          | 14 de junio de 2016      | San José · Uruguay   | Amistoso                                 | -                  | -                  | 5                  |                    |
| 6                  | Catar              | 1:2 (1:2)          | 18 de septiembre de 2016 | Doha Catar           | Amistoso Torneo Cuatro Naciones          | -                  | -                  | 6                  |                    |
| 7                  | Corea del Sur      | 0:1 (0:0)          | 21 de septiembre de 2016 | Doha Catar           | Amistoso Torneo Cuatro Naciones          | -                  | -                  | 7                  |                    |
| 8                  | Senegal            | 2:1 (0:0)          | 24 de septiembre de 2016 | Doha Catar           | Amistoso Torneo Cuatro Naciones          | -                  | -                  | 8                  |                    |
| 9                  | Senegal            | 1:4 (0:2)          | 28 de septiembre de 2016 | Doha Catar           | Amistoso Torneo Cuatro Naciones          | -                  | -                  | 9                  |                    |
| 10                 | Venezuela          | 3:1 (2:1)          | 5 de octubre de 2016     | Montevideo · Uruguay | Amistoso                                 | -                  | -                  | 10                 |                    |
| 11                 | Brasil             | 2:1 (1:0)          | 14 de octubre de 2016    | Talca · Chile        | Amistoso Copa Ciudad de la Independencia | -                  | -                  | 11                 |                    |
| 12                 | Bolivia            | 3:0 (2:0)          | 27 de enero de 2017      | Ibarra · Ecuador     | Campeonato Sudamericano Fase de grupos   | -                  | -                  | 12                 |                    |
| 13                 | Ecuador            | 1:2 (0:2)          | 11 de febrero de 2017    | Quito · Ecuador      | Campeonato Sudamericano Hexagonal final  | -                  | -                  | 13                 |                    |

## Estadísticas

### Clubes
Actualizado al 5 de mayo de 2019.
Último partido citado: Cerro largo	2 - 0 Fénix
| Fénix · Uruguay                                                                                                 | 1ª            | 2015/16       | 15 | 0 | -  | - | - | - | 15 | 0 |
| Fénix · Uruguay                                                                                                 | 1ª            | 2016          | 0  | 0 | -  | - | 1 | 0 | 1  | 0 |
| Fénix · Uruguay                                                                                                 | 1ª            | 2017          | 19 | 0 | 7  | 0 | - | - | 26 | 0 |
| Fénix · Uruguay                                                                                                 | 1ª            | 2018          | 25 | 1 | 6  | 0 | - | - | 31 | 1 |
| Fénix · Uruguay                                                                                                 | 1ª            | 2019          | 8  | 0 | 0  | 0 | - | - | 8  | 0 |
| Fénix · Uruguay                                                                                                 | Total club    | Total club    | 67 | 0 | 13 | 0 | 1 | 0 | 81 | 0 |
| Total carrera                                                                                                   | Total carrera | Total carrera | 67 | 0 | 13 | 0 | 1 | 0 | 81 | 0 |
| (1)Incluidos los datos del Torneo Intermedio (2017, 2018) (2)Incluidos los datos de la Copa Sudamericana (2016) |               |               |    |   |    |   |   |   |    |   |

### Selecciones
Actualizado al 11 de febrero de 2017.
Último partido citado: Ecuador 1 - 2 Uruguay
| Sub-15 · Uruguay | 2012/13       | -  | - | - | - | ?  | ? | ?  | ? |
| Sub-15 · Uruguay | 2013/14       | 3  | 0 | - | - | ?  | ? | ?  | ? |
| Sub-15 · Uruguay | Total sel.    | 3  | 0 | - | - | 17 | 1 | 20 | 1 |
| Sub-17 · Uruguay | 2013/14       | -  | - | - | - | 3  | 0 | 3  | 0 |
| Sub-17 · Uruguay | 2014/15       | 8  | 1 | - | - | 9  | 0 | 17 | 1 |
| Sub-17 · Uruguay | Total sel.    | 8  | 1 | - | - | 12 | 0 | 20 | 1 |
| Sub-18 · Uruguay | 2014/15       | -  | - | - | - | 5  | 0 | 5  | 0 |
| Sub-18 · Uruguay | 2015/16       | -  | - | - | - | 1  | 0 | 1  | 0 |
| Sub-18 · Uruguay | Total sel.    | -  | - | - | - | 6  | 0 | 6  | 0 |
| Sub-20 · Uruguay | 2015/16       | -  | - | - | - | 5  | 0 | 5  | 0 |
| Sub-20 · Uruguay | 2016/17       | 2  | 0 | - | - | 6  | 0 | 8  | 0 |
| Sub-20 · Uruguay | Total sel.    | 2  | 0 | - | - | 11 | 0 | 13 | 0 |
| Total carrera | Total carrera | 13 | 1 | 0 | 0 | 46 | 1 | 59 | 2 |
| (1)Incluidos los datos del Campeonato Sudamericano Sub-15 (2013), Campeonato Sudamericano Sub-17 (2015) y Campeonato Sudamericano Sub-20 (2017) |               |    |   |   |   |    |   |    |   |

### Resumen estadístico
|                             | Partidos | Goles | Promedio |
| --------------------------- | -------- | ----- | -------- |
| Liga                        | 15       | 0     | 0,00     |
| Copas nacionales            | 0        | 0     | 0,00     |
| Copas internacionales       | 1        | 0     | 0,00     |
| Selección de Uruguay Sub-15 | 20       | 1     | 0,05     |
| Selección de Uruguay Sub-17 | 20       | 1     | 0,05     |
| Selección de Uruguay Sub-18 | 6        | 0     | 0,00     |
| Selección de Uruguay Sub-20 | 13       | 0     | 0,00     |
| Total                       | 75       | 2     | 0,02     |

## Palmarés

### Títulos internacionales
| Título                         | Equipo                      | País    | Año  |
| ------------------------------ | --------------------------- | ------- | ---- |
| Campeonato Sudamericano Sub-20 | Selección de Uruguay Sub-20 | Ecuador | 2017 |

### Títulos amistosos
| Título                      | Equipo                      | País           | Año  |
| --------------------------- | --------------------------- | -------------- | ---- |
| Torneo Limoges Sub-18       | Selección de Uruguay Sub-17 | Francia        | 2014 |
| NTC Invitational Tournament | Selección de Uruguay Sub-18 | Estados Unidos | 2015 |

### Otras distinciones
- Copa México de Naciones: 2013